# ChEMBL
ChEMBL或ChEMBLdb是具有類藥物特性生物活性分子的化學數據庫。
由英國南劍橋郡辛克斯頓威康信託基因組園區歐洲分子生物學實驗室EMBL的歐洲生物信息學研究所EBI維護。
該數據庫由一家名為Inpharmatica Ltd.的生物技術公司開發，被稱為StARlite；後來被Galapagos NV收購。隨後在EMBL-EBI由John Overington領導ChEMBL化學基因組學小組成立。

## 範圍和訪問
ChEMBL數據庫包含針對藥物靶點的化合物生物活性數據。生物活性以Ki、Kd、IC50、EC50報告。可以過濾和分析數據，以開發化合物篩選庫，用於藥物發現過程中的先導鑑定。
通過對12種藥物化學期刊34,000多篇出版物進行整理，ChEMBL_02於2010年1月推出，涵蓋622,824種化合物2.4萬種天然產物240萬個生物測定測量值。ChEMBL對可用生物活性數據覆蓋範圍已發展成「公共數據庫有史以來最全面」。2010年10月，ChEMBL_08發布，涵蓋636,269種化合物超過297萬次生物測定測量。
ChEMBL_10添加了PubChem確認性化驗以便整合與ChEMBL包含的數據類型和類別相當的數據。
ChEMBLdb可通過Web界面訪問或通過文件傳輸協議下載。適合計算機化數據挖掘，並試圖以便進行比較分析標準化不同出版物之間的活動。ChEMBL還被整合到其它大型化學資源，包括PubChem、英國皇家化學會的ChemSpider系統。

## 相關資源
除了數據庫，ChEMBL小組還開發了用於數據挖掘的工具和資源。包括一個專注於激酶的綜合化學基因組學工作台Kinase SARfari。該系統整合併鏈接了序列、結構、化合物、篩選數據。
類似的工作台有GPCR SARfari，專注於GPCR，ChEMBL-被忽視的熱帶病（ChEMBL-Neglected Tropical Diseases、ChEMBL-NTD）是開放獲取的初級篩选和藥物化學數據存儲庫，針對非洲、亞洲、美洲發展中地區的地方熱帶病。ChEMBL-NTD的主要目的是為存放的數據提供一個可自由訪問的永久存檔分發中心。
2012年7月發布了新的瘧疾數據服務的存檔，存档日期2016-07-30.由Medicines for Malaria Venture （页面存档备份，存于）贊助，面向全球的研究人員。該服務的數據包括來自Malaria Box篩查集的化合物，以及在ChEMBL-NTD發現的其他捐贈瘧疾數據。
myChEMBL （页面存档备份，存于），ChEMBL虛擬機於2013年10月發布，允許用戶訪問完整、免費、易於安裝的化學信息學基礎設施。
2013年12月，SureChem專利信息數據庫業務移交EMBL-EBI。SureChem改名SureChEMBL。
2014年引入了一種用於預測和比較跨物種的工具ADME目標新資源ADME SARfari。

## 外部鏈接
- ChEMBLdb
- Kinase SARfari 的存檔，存档日期2016-05-15.
- ChEMBL-Neglected Tropical Disease Archive
- GPCR SARfari
- The ChEMBL-og （页面存档备份，存于） Open data and drug discovery blog run by the ChEMBL team.